# Cantius
Cantius — рід адапіформних приматів раннього еоцену Північної Америки та Європи. Він надзвичайно добре представлений у літописі скам'янілостей у Північній Америці, і за гіпотезою він є прямим предком Notharctus в Північній Америці. Еволюція Cantius характеризується значним збільшенням маси тіла, яке збільшилося майже втричі. Найдавніші види вважалися невеликими і важили близько 1 кг, тоді як види, що з’явилися пізніше, вважалися середніми і, ймовірно, важили близько 3 кг. Попри значно менші розміри, виявлені викопні рештки різних видів Cantius мають разючу подібність до Nothartcus і Smilodectes. Цілком ймовірно, що Cantius покладався на деревне чотириноге пересування, переважно біг і стрибки. Цей руховий механізм можна порівняти з характером нинішніх лемурів, що сприяло гіпотезі про те, що Cantius та інші адапіформи Strepsirrhine можуть мати близьку філогенетичну спорідненість із живими лемурами.